# إدوارد آر. بيرك
إدوارد آر. بيرك (بالإنجليزية: Edward R. Burke)‏ هو محامي وسياسي أمريكي، ولد في 28 نوفمبر 1880 في الولايات المتحدة، وتوفي بنفس المكان في 4 نوفمبر 1968. حزبياً، نشط في الحزب الديمقراطي. انتخب عضو مجلس النواب الأمريكي وانتخب عضو مجلس الشيوخ الأمريكي.